# William J. Hardee
William Joseph Hardee (n. 12 de octubre de 1815 - f. 6 de noviembre de 1873) fue un oficial del Ejército de EE. UU., sirviendo durante la Segunda Guerra Seminola y combatió en la Guerra México-Estados Unidos. Él sirvió como general confederado en el teatro de operaciones occidental durante la Guerra Civil Americana, discutiendo fuertemente con Braxton Bragg y John Hood. Se opuso a Sherman en Georgia, escapando en las Carolinas, antes de rendirse a Joseph E. Johnston. Los escritos de Hardee sobre las tácticas militares fueron ampliamente utilizados por ambos lados en el conflicto.
Hardee nació en la plantación «Rural Felicity» en el Condado de Camden, Georgia. Se graduó en la Academia Militar de Estados Unidos en West Point en 1838 (ranking 26 en una clase de 45) y fue encargado como segundo teniente en el Segundo de Dragones de Estados Unidos. Durante las Guerras de Seminolas (1835-1842), fue atacado por la enfermedad, y mientras estaba hospitalizado conoció y se casó con Elizabeth Dummett. Una vez repuesto, el Ejército lo envió a Francia para estudiar tácticas militares en 1840. Fue ascendido a teniente en 1839 y a capitán en 1844.
En la Guerra México-Estados Unidos, Hardee sirve en el ejército de ocupación bajo el mando de Zachary Taylor y ganó dos promociones de campo, por lo que su rango final fue de Teniente Coronel. Fue capturado el 25 de abril de 1846, en el Rancho Carricitos, Texas e intercambiado el 11 de mayo. Ahora sirviendo bajo el mando de Winfield Scott, Hardee fue herido en una escaramuza en La Rosia, México (alrededor de 48 km por encima de Matamoros) en 1847. Después de la guerra , dirigió las unidades de Rangers de Texas y los soldados en Texas.
Después de que su esposa murió en 1853, regresó a West Point como instructor de tácticas y se desempeñó como comandante de cadetes 1856-1860. Él sirvió como el comandante mayor en el Segundo de Caballería de los Estados Unidos (más tarde llamado el Quinto de Caballería de los Estados Unidos) cuando se formó ese regimiento en 1855 y luego el teniente coronel de la 1ª de Caballería de Estados Unidos en 1860. 
En 1855, a instancias del Secretario de Guerra Jefferson Davis, Hardee publicó Rifle y tácticas de infantería ligera para el ejercicio y Maniobras de las tropas cuando actúa como infantería ligera o fusileros, popularmente conocida como «táctica de Hardee», que se convirtió en el manual de perforación más conocido de la Guerra de Secesión. También se dice que diseñó el llamado sombrero de Hardee en esta época.

## Guerra de Secesión

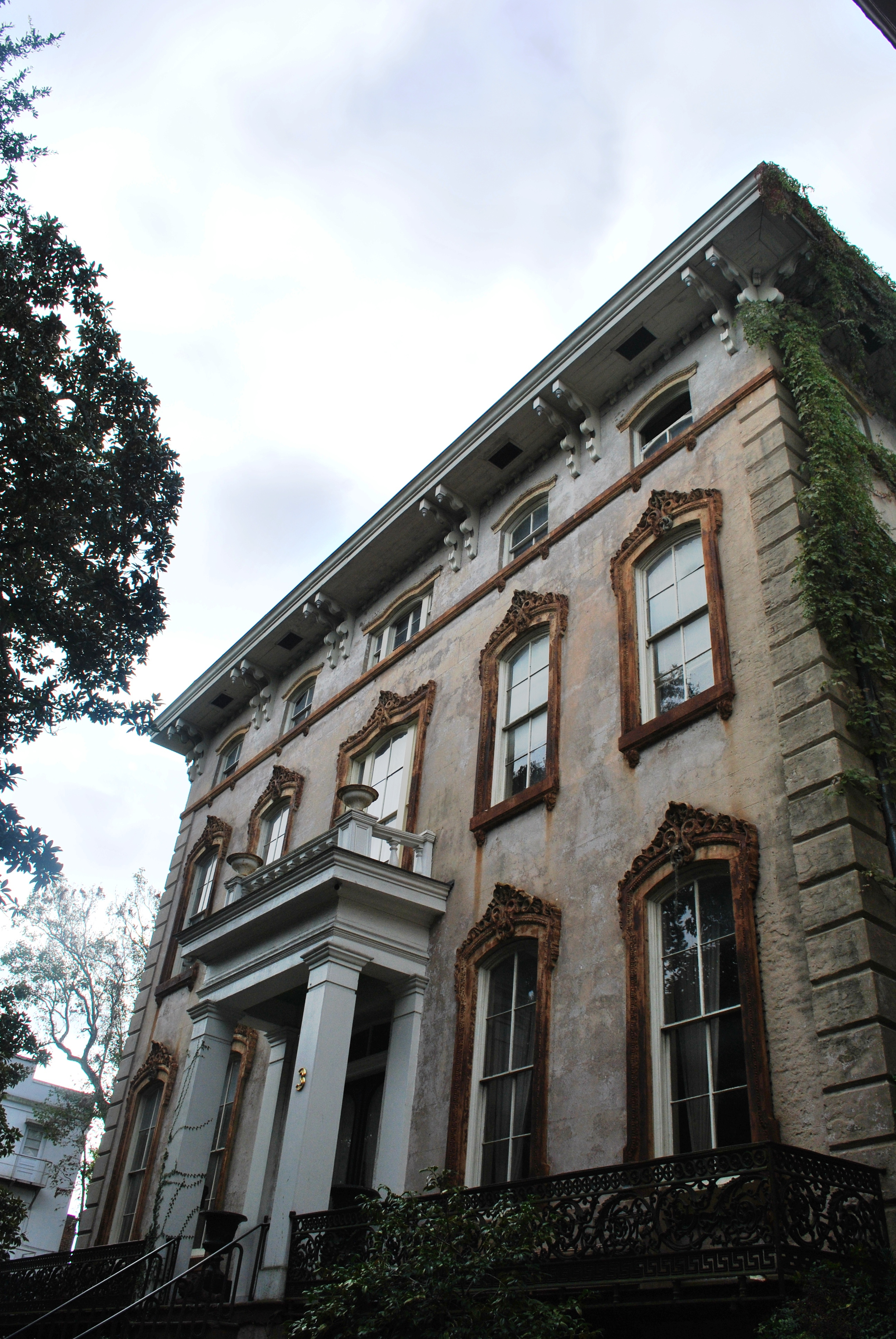
La mansión Noble Hardee, 1860-1869.

Hardee renunció a su cargo en el ejército de los EE. UU. el 31 de enero de 1861, después de que su estado natal, Georgia se separó de la Unión. Se unió al Ejército de los Estados Confederados como coronel el 7 de marzo y se le dio el mando de los fuertes Morgan y Gaines en Alabama. Posteriormente fue ascendido a general de brigada (17 de junio) y a general de división (7 de octubre). El 10 de octubre de 1862, fue uno de los primeros tenientes generales confederados. Su primera asignación como general fue la de organizar una brigada de regimientos de Arkansas y que impresionó a sus hombres y oficiales compañeros mediante la resolución de problemas de suministro difíciles y para la formación completa que le dio a su brigada. 
Recibió su apodo de Old Reliable (en inglés: Viejo Confiable), mientras tenía este comando. Hardee operó en Arkansas hasta que fue llamado para unirse al ejército de Misisipi del general Albert Sidney Johnston como comandante del cuerpo para la batalla de Shiloh. Él fue herido allí en el brazo el 6 de abril de 1862. Johnston fue asesinado en Shiloh y el cuerpo de Hardee se unió al Ejército del Tennessee del general Braxton Bragg.
En la batalla de Perryville, en octubre de 1862, Hardee comandó el ala izquierda del ejército de Bragg. En su posiblemente más exitosa batalla, su segundo cuerpo lanzó un asalto sorpresa masiva que condujo al ejército del mayor general William S. Rosecrans casi a la derrota. Después de la campaña de Tullahoma, Hardee perdió la paciencia con el irascible Bragg y brevemente ordenó al Departamento de Mississippi y Louisiana Oriente al mando del general Joseph E. Johnston. Durante este período, conoció a Mary Foreman Lewis, dueña de la plantación en Alabama, y se casaron en enero de 1864.
Hardee regresó al ejército de Bragg después de la Batalla de Chickamauga, que recoge el cuerpo de Leonidas Polk en Chattanooga, Tennessee, sitiando el Ejército de la Unión allí. En la batalla de Chattanooga, en noviembre de 1863, del Cuerpo del Ejército de Tennessee de Hardee fue derrotado cuando tropas de la Unión bajo el mayor general George H. Thomas asaltaron sus líneas defensivas aparentemente inexpugnables en la cresta del misionero.
Hardee reiteró su oposición a servir bajo Bragg y se unió a un grupo de oficiales que finalmente convenció al presidente confederado Jefferson Davis para aliviar los mandos de su viejo amigo. Joseph E. Johnston tomó el mando del ejército para la campaña de Atlanta (1864). Con Johnston se enfrentaron en una guerra de maniobras y retiro contra el mayor general William T. Sherman, la Confederación finalmente perdió la paciencia con él y lo reemplazó con el mucho más agresivo teniente general John Bell Hood. Hardee no podía soportar los ataques imprudentes de Hood y las bajas que causaban. 
Después de la batalla de Jonesborough entre agosto y septiembre, solicitó el traslado y fue enviado a comandar el departamento de Carolina del Sur, Georgia y Florida. Se opuso a la marcha de Sherman al mar, lo mejor que pudo hacer con las fuerzas tan inadecuadas con las que contaba, finalmente consiguió evacuar Savannah (Georgia), el 20 de diciembre. 
Con Sherman hacia el norte en la campaña de Carolinas, Hardee participó en la batalla de Bentonville, en Carolina del Norte, en marzo de 1865, donde su único hijo, de 16 años de edad, Willie, fue mortalmente herido en una carga de caballería. El plan de Johnston para Bentonville contaba con Hardee para que este participase dirigiendo una de las alas de Sherman en Averasborough, para que así Johnston pudiera hacer frente a una de las alas unionistas poco a poco. El plan tuvo éxito. Se entregó junto con Johnston al general unionista Sherman el 26 de abril en la estación de Durham.

## Vida después de la Guerra de Secesión
Después de la guerra, Hardee se estableció en Alabama, en la plantación de su esposa. Después de volver a condiciones de trabajo, la familia se trasladó a Selma, Alabama, donde Hardee trabajó en el negocio de almacenamiento y los seguros. Con el tiempo fue nombrado presidente de Selma y el ferrocarril del Meridiano. Hardee fue el coautor de Los irlandeses en América, publicado en 1868. Cayó enfermo en el lugar de veraneo de su familia en White Sulphur Springs, Virginia Occidental, y murió en Wytheville, Virginia. Está enterrado en el Cementerio de Live Oak, Selma.